# نبرد ساسو
نبرد ساسو (به کره‌ای: 사수 전투) که با نام نبرد مار و آب (به چینی: 蛇水之战) نیز شناخته می‌شود. نبرد بزرگی که میان دودمان چینی تانگ و نیروهای کره‌ای گوگوریو بود که در سال ۶۶۲ میلادی رخ داد. ارتش چینی تانگ، که عمدتاً از سربازان لینگنان تشکیل شده بود، توسط ژنرال پانگ شیاوتای رهبری می‌شد، در حالی که ارتش گوگوریو توسط ژنرال یون گه‌سومون رهبری می‌شد. ارتش گوگوریو با استراتژی ای که یون گه‌سومون طراحی کرده بود، در نبرد پیروز شد و ارتش تانگ در هم کوبیده شد. بعد از شکست سنگین تانگ سو دینگفانگ نیروهای خود را عقب کشید و عقب‌نشینی کرد. در این نبرد پانگ شیاوتای و ۱۳ پسرش همگی کشته شدند. بعد از این نیروهای امپراتوری تانگ این را متوجه شدند که تا وقتی که یون گه‌سومون زنده است تصرف گوگوریو غیرممکن بوده و تا زمان مرگ یون گه‌سومون هرگز به گوگوریو حمله نکرد.

## پیش‌زمینه
گائوزونگ امپراتور تانگ، جانشین پدرش تایزونگ شد و بر تخت سلطنت نشست و با این کار، رویاهایش برای فتح امپراتوری گوگوریو، که در طول سلطنتش شکست خورده بود، محقق شد. او در سال ۶۶۰ میلادی جنگ را از سر گرفت و ۳۵۰٫۰۰۰ سرباز را به همراه کمک در تدارکات و آذوقه از پادشاهی شیلا، که با آن متحد بود فرستاد. ارتش تهاجمی چین به نیروهای مختلفی تقسیم شد، یک نیرو به رهبری دریاسالار سو دینگفانگ متشکل از ۱۳۰٫۰۰۰ سرباز با چندین هزار کشتی که از طریق دریای زرد و از طریق چندین هزار کشتی از شبه‌جزیره شاندونگ به پادشاهی بکجه که فتح کردند، حرکت می‌کردند، در حالی که نیروی دیگر به رهبری ژنرال‌های پانگ شیاوتای و لیو دمین از طریق شبه‌جزیره لیائودونگ در امتداد جاده قدیمی اوکجو با ۱۰۰٫۰۰۰ سرباز از لینگنان به سمت پیونگ‌یانگ پایتخت گوگوریو حرکت کردند.
زمستان اواخر سال ۶۶۱ میلادی برای نیروهای تانگ بسیار سخت بود و منجر به استقرار آنها در اقامتگاه‌های زمستانی در هر نزدیکترین سکونتگاه اشغالی گوگوریو شد. آنچه که قرار بود یک حرکت گازانبری با هدف قرار دادن پیونگ‌یانگ باشد، طبق برنامه پیش نرفت، زیرا بخش زیادی از ارتشی که بکجه را در جنوب فتح کرده بود، مشغول مقابله با شورشیان طرفدار احیای قدرت به رهبری گویشیل بوکشین بود که اکنون با مداخله ژاپن اوضاع بدتر شده بود و آنها بویو پونگ شاهزاده تبعیدی بکجه، را برای رهبری شورش به آنجا بازگرداندند. در حالی که ارتش سو دینگ‌فانگ که اکنون بسیار کاهش یافته بود، مشغول محاصره پیونگ‌یانگ بود و به دلیل هوای سرد شدید و تعداد کمتر از حد نیاز خود، قادر به غلبه بر استحکامات آن نبود، به طوری که مرزهای شمالی شهر بازماند. شورش گائوجو در لبه غربی امپراتوری چین اوضاع را بدتر کرد و امپراتور تانگ را مجبور کرد تا برخی از نیروهای خود را که قبلاً به گوگوریو حمله کرده بودند، برای سرکوب آن اعزام کند و در نتیجه تعداد آنها در جبهه کاهش یافت. اوضاع را بدتر کرد. با این خبر که از طریق پیشاهنگان و پیک‌ها اطلاع داده شده بود، فرصتی برای یون گه‌سومون پیش آمد تا تمام نیروهای باقی‌مانده پادشاهی را در پیونگ‌یانگ، جمع کند تا نیروهای پانگ شیوتای را که در نزدیکی رودخانه ساسو (که احتمالاً رودخانه پوتونگ امروزی در شمال است) گیر افتاده بودند، از بین ببرد، پیش از آنکه بتوانند با نیروهای سو دینگ‌فانگ در جنوب متحد شوند و پیونگ‌یانگِ در محاصره را به‌طور کامل محاصره کنند.

## نبرد
یون گه‌سومون در ۲۱ فوریه ۶۶۲ میلادی ارتش گوگوریو را رهبری کرد و ارتش تانگ را در کنار رودخانه ساسو متوقف و آن را نابود کرد. پانگ شیاوتای ژنرال تانگ و تمام ۱۳ پسرش کشته شدند. یون گه‌سومون با امن شدن جبهه شمالی برای کمک به پیونگ‌یانگ بازگشت. سو دینگ‌فانگ با وجود کولاک شدید، نیروهای خود را عقب کشید و به محاصره پایان داد.

## محدودیت‌های اسناد تاریخی
برخلاف جنگ نخستین گوگوریو–تانگ در سال ۶۴۵ میلادی رخ داد، تقریباً هیچ سندی از جنگ دوم گوگوریو–تانگ که از سال ۶۶۱ تا ۶۶۲ میلادی رخ داد، باقی نمانده است. مورخان کره‌ای معتقدند از آنجایی که بخش زیادی از محتوای جنگ نخست گوگوریو–تانگ، از جمله نبرد لیائودونگ، نبرد دژهای شین و جیانان و نبرد کوه جوپیل، مفقود شده است، بسیار محتمل است که نویسنده‌های تانگ تنها جنگ‌هایی را که در آنها پیروزی‌های بزرگی داشته در اسناد تاریخی خود ثبت کرده و سوابق سایر شکست‌های بزرگ را حذف یا بسیار کاهش داده باشدند.
تحرکات نیروی اعزامی بویو که در طول جنگ دوم گوگوریو–تانگ به سمت لیائودونگ پیشروی کردند، کاملاً ناشناخته است و معدود اسنادی که باقی مانده‌اند، شکست ارتش گوگوریو تحت فرماندهی یون نامسنگ توسط ارتش تانگ تحت فرماندهی «گپیل هاریوک» در نزدیکی رودخانه آمنوک و نابودی نیروی اعزامی اوکجو توسط «پانگ شیاوتای» و ۱۳ پسرش در ساسو است. اینها تنها اسناد موجود در اسناد تاریخی چین، سامگوک ساگی کره و نیهون شوکی ژاپن هستند.
بنابراین، فرماندهان دقیقی که در آن زمان فرماندهی نبرد را بر عهده داشتند نیز ناشناخته هستند، و این فرض که یون گه‌سومون، در طول جنگ دوم گوگوریو–تانگ بیمار بوده است نیز مبتنی بر هیچ مدرک دقیقی نیست، زیرا فرض بر این است که یون گه‌سومون چند سال بعد درگذشته است.

## پیامدها
گوگوریو زمان کمی برای جشن گرفتن پیروزی در ساسو داشت، زیرا توسط دهه‌ها جنگ مداوم ویران شده بود. یون گه‌سومون چهار سال بعد درگذشت و شش سال بعد گوگوریو توسط دودمان تانگ فتح شد.